# Służebność gruntowa
Służebność gruntowa – ograniczone prawo rzeczowe, obciążające nieruchomość służebną w celu zwiększenia użyteczności innej nieruchomości zwanej władnącą. Nieruchomość można obciążyć na rzecz właściciela innej nieruchomości prawem, z którego wynika, że właściciel innej nieruchomości może korzystać w określonym zakresie z nieruchomości obciążonej. Służebność gruntowa może mieć na celu zwiększenie użyteczności nieruchomości władnącej lub jej oznaczonej części.
Dzieli się je na czynne (np. służebność przejazdu) i bierne (np. zakaz wznoszenia budynku ponad pewną wysokość).
Może powstać w drodze umowy, orzeczenia sądowego, orzeczenia administracyjnego lub zasiedzenia. Służebność gruntowa wraz ze służebnością przesyłu są jedynymi ograniczonymi prawami rzeczowymi, które można zasiedzieć.
Służebność wygasa na skutek jej niewykonywania przez 10 lat.
Można ją przenieść na inną osobę tylko razem z nieruchomością.